# Jan Münster
Jan Münster (* 19. November 1979 in Lüneburg) ist ein ehemaliger deutscher Eishockeytorwart, der während seiner aktiven Karriere zwischen 1999 und 2011 unter anderem für die Hannover Scorpions, Berlin Capitals, Kassel Huskies und Augsburger Panther in der Deutschen Eishockey Liga gespielt hat.

## Karriere
Nachdem Münster zwei deutsche Meisterschaften mit den Junioren des BSC Preussen Berlin gewonnen hatte, unterschrieb er im Sommer 1999 seinen ersten Profivertrag bei den Hannover Scorpions und debütierte am 10. September 1999 in der Deutschen Eishockey Liga. Zwei Jahre später kehrte er nach Berlin zurück und spielte für den Nachfolgeverein des BSC Preussen, die Berlin Capitals, in der DEL. Dieses Engagement war allerdings durch den Konkurs der Capitals nach einem Jahr beendet. In der Saison 2002/03 wechselte er zu den Kassel Huskies, nachdem er zuvor im Probetraining der San Diego Gulls in der West Coast Hockey League gescheitert war.
Bei den Kassel Huskies verbrachte Münster seine persönlich erfolgreichste Zeit. Für keinen anderen Verein bestritt er mehr Einsätze in der DEL als für die Huskies. So wurde er im November 2002 von Experten zum Spieler des Monats der DEL gewählt und führte die Huskies in der Saison 2003/04 bis ins Finale des Deutschen Eishockey-Pokals. Der neu verpflichtete Trainer Mike McParland setzte ihn im Finale allerdings nicht mehr ein. Nachdem im Laufe der Saison 2004/05 mit dem Kanadier Corey Hirsch ein weiterer ausländischer Torhüter verpflichtet wurde, wechselte Münster zu den Landshut Cannibals in die 2. Bundesliga, um mehr Spielpraxis zu erhalten. Von 2005 bis 2007 spielte Münster bei den Grizzly Adams Wolfsburg in der 2. Bundesliga. Aufgrund einer langwierigen Hüftverletzung konnte der Torwart allerdings nur wenige Spiele für die Wolfsburger bestreiten. Erst zum Ende der Saison 2006/07 war Münster wieder rehabilitiert und somit rechtzeitig im Kader, um mit der Mannschaft den Gewinn der Meisterschaft in der 2. Bundesliga und den damit verbundenen Aufstieg in die DEL zu feiern.
Trotz gültigen Vertrages für die Saison 2007/08 wollten die Verantwortlichen der Grizzly Adams nicht mehr auf den Rekonvaleszenten setzen und verpflichteten Nationaltorwart Oliver Jonas. Mit Münster einigte sich die Vereinsführung auf eine Vertragsauflösung. Nachdem er die Vorbereitung auf die Spielzeit 2007/08 bei den Las Vegas Wranglers in der ECHL verbracht hatte, wechselte er im November 2007 als Ersatztorwart zu den Augsburger Panthern in die DEL. In der Saison 2008/09 spielte Münster bei den Amstel Tijgers Amsterdam in der niederländischen Eredivisie und konnte dort erstmals seit seiner Hüftverletzung aus dem Jahr 2006 wieder regelmäßig Spielpraxis sammeln. Das Spieljahr 2009/10 begann Münster bei den aufstrebenden Blue Lions Leipzig in der Regionalliga Ost. Als es dort wegen des überteuerten Kaders zu finanziellen Schwierigkeiten gekommen war, verpflichteten die Hannover Indians aus der 2. Bundesliga Münster für den Rest der Saison.
Nach seiner langwierigen Hüftverletzung machten Münster immer wieder kleinere Verletzungen das Leben als Eishockeyprofi schwer, so dass er in der Folge den Fokus auf sein Studium verlagerte. Während eines Auslandssemesters in Paris absolvierte er in der Saison 2010/11 noch einige Spiele für den HC Cergy-Pontoise in der Division 1 in Frankreich und beendete danach seine aktive Karriere.

## Erfolge und Auszeichnungen
- 1996 Deutscher Junioren-Meister mit dem BSC Preussen Berlin
- 1997 Deutscher Junioren-Meister mit dem BSC Preussen Berlin
- 2002 DEL-Spieler des Monats November
- 2007 Meister der 2. Bundesliga und Aufstieg in die DEL mit den Grizzly Adams Wolfsburg
- 2009 Geringster Gegentorschnitt der Eredivisie

## Sonstiges
Nach Beendigung seiner aktiven Karriere folgte eine Ausbildung zum Sportmanager. Im Anschluss studierte er Betriebswirtschaftslehre und machte neben dem Bachelor auch den Abschluss zum Diplom-Kaufmann. Daneben ist er aktuell Gesellschafter bei Venatic, einem Hersteller von Composite Eishockeyschlägern.